# Ungpéteri
Ungpéteri (1899-ig Petrócz, szlovákul: Petrovce) község Szlovákiában, a Kassai kerület Szobránci járásában.

## Fekvése
Szobránctól 13 km-re délkeletre, az ukrán határ mellett fekszik.

## Története
A települést egy Péter nevű soltész alapította 1500 körül a Drugeth család birtokán. 1571-ben említik először. 1599-ben 27 ház állt itt. Később a lakosság száma csökkent. 1715-ben 6, 1720-ban 9 háztartása volt. A 18. században a település újra fejlődött. A század második felétől templomában görögkatolikus papok szolgáltak.
A 18. század végén, 1799-ben Vályi András így ír róla: „PETRÓCZ. Orosz falu Ungvár Vármegyében, földes Ura a’ Királyi Kamara, lakosai leginkább ó hitüek, fekszik Ungvárhoz 2 mértföldnyire, határjának közép termékenységéhez képest, második osztálybéli.”
1828-ban 36 házában 298 lakos élt. Fényes Elek 1851-ben kiadott geográfiai szótárában így ír a faluról: „Petrócz, tót-orosz falu, Ungh vmegyében, ut. p. Ungvárhoz északra 1 1/4 mfdnyire: 176 romai, 90 gör. kath., 10 zsidó lak. Derék bikkes erdő. Sok és hires gesztenye. F. u. Petróczy.”
A trianoni diktátumig Ung vármegye Ungvári járásához tartozott, majd az újonnan létrehozott csehszlovák államhoz csatolták. 1938 és 1944 között újra Magyarország része volt.

## Népessége
| Év:            | 1994. | 2004.    | 2014.   | 2024.   |
| -------------- | ----- | -------- | ------- | ------- |
| Emberek száma: | 306   | 234      | 214     | 211     |
| Eltérés:       |       | -23,52 % | -8,54 % | -1,40 % |

| Év:            | 2023. | 2024.   |
| -------------- | ----- | ------- |
| Emberek száma: | 207   | 211     |
| Eltérés:       |       | +1,93 % |

1910-ben 545, túlnyomórészt szlovák anyanyelvű lakosa volt.
2001-ben 267 lakosa volt.
2011-ben 218 lakosából 212 szlovák volt.